# 越南中部世界遺產路
越南中部世界遺產路是越南旅遊總局發起的旅遊路線。本路線目的是連結越南中部各世界遺產，包括：風牙者榜國家公園（廣平省）、順化（包括顺化京城和順化宮廷雅樂）、會安古鎮和美山占城聖地（廣南省）。本遺產路也預定擴大到柬埔寨的吴哥窟和老撾的琅勃拉邦，名之為“越南－老挝－柬埔寨三國一地旅遊計畫”。